# Driekeizersbond

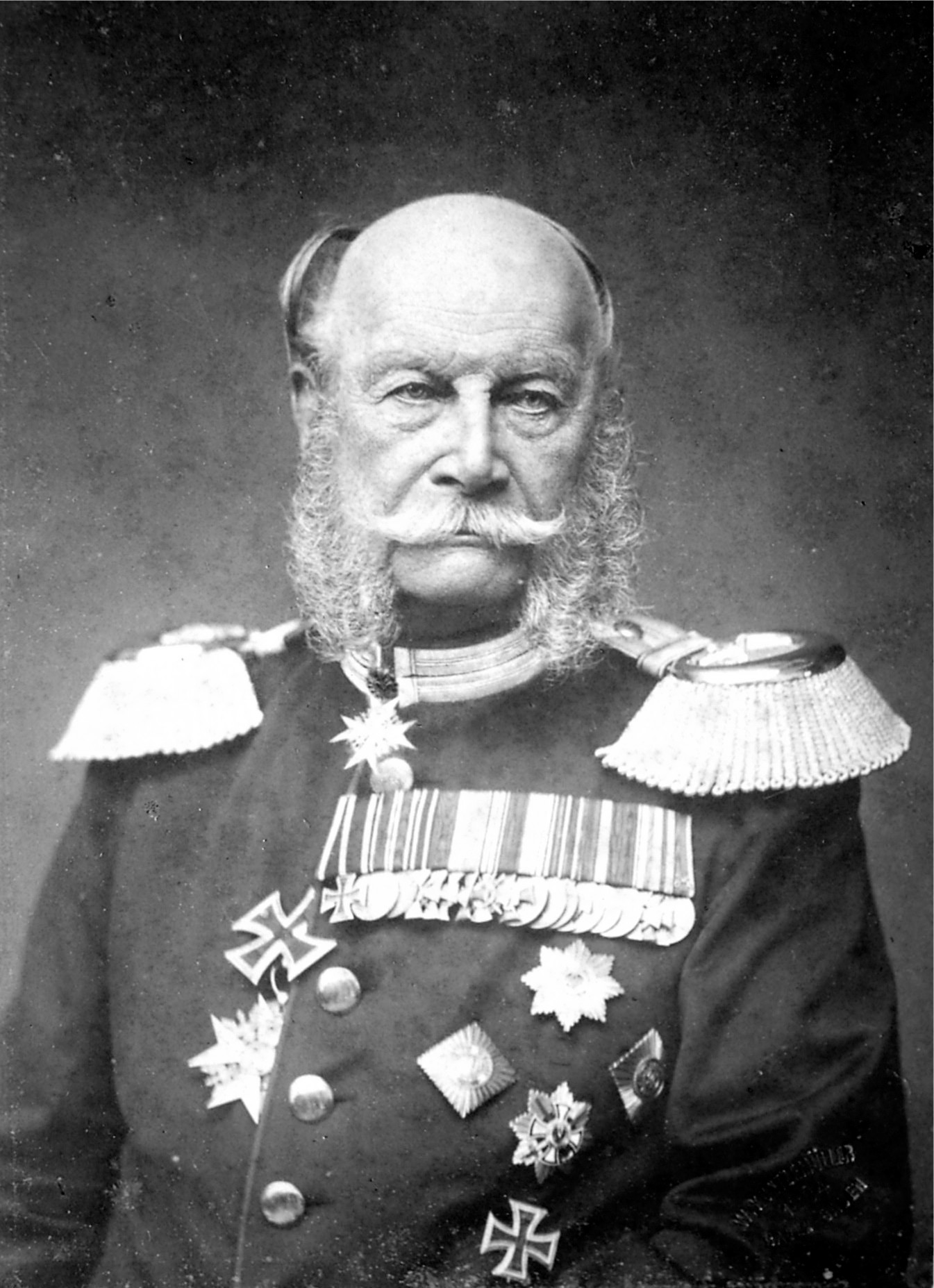
Wilhelm I

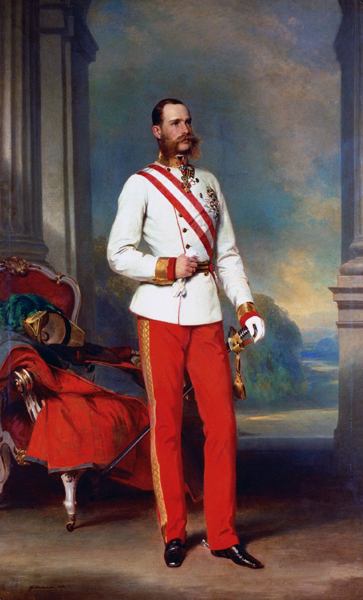
Frans-Josef I

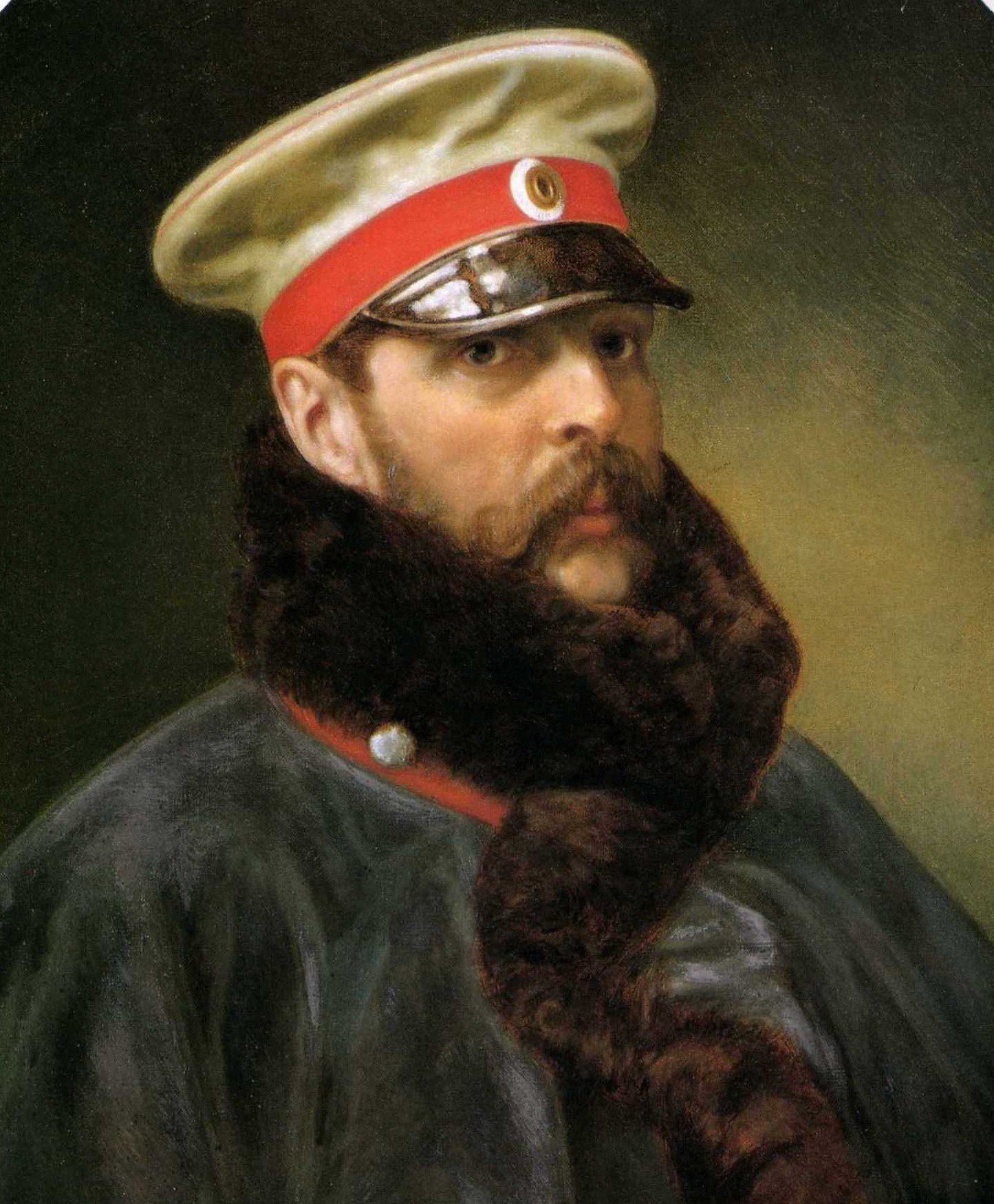
Aleksandr II

De Driekeizersbond of Driekeizerentente was een politieke overeenkomst in 1873. Duitsland, Rusland en Oostenrijk-Hongarije beloven met elkaar samen te werken om het Concert van Europa in evenwicht te houden. Bismarck vreesde, na de annexatie van Elzas-Lotharingen na de Frans-Duitse Oorlog, dat Frankrijk een alliantie zou vormen met Rusland en Oostenrijk en zo het prille Duitse Rijk in de kiem zou smoren.
Italië doet in 1881 een aanvraag om opgenomen te worden in de Duits-Oostenrijkse alliantie omdat het zich bedreigd voelt door de Franse expansiedrang. Deze vraag was ongebruikelijk door haar verhouding met Oostenrijk-Hongarije, die was namelijk niet optimaal: Italië maakte aanspraak op Oostenrijks grondgebied. De Triple Alliantie (1882) ontstaat.
In 1887 verlaat Rusland de Driekeizersbond door de verslechterde verhouding met Duitsland. Bismarck biedt ter compensatie het "Rugdekkingsverdrag" waarin hij belooft neutraal te blijven bij een aanval door Oostenrijk-Hongarije.